# Al-Mishraq
Al-Mishraq je državno vodena tovarna žvepla okoli 45 km oddaljena od mesta Mosul v Iraku. Junija 2003, je bila prizorišče največjega izpusta žveplovega dioksida doslej. Vzrok je bil domnevna človeška malomarnost. Požar, ki naj bi bil povrzočen namerno, se je razplamtel, tovarna pa je gorela skoraj cel mesec. Na svojem vrhuncu je požar v ozračje oddajal 21.000 ton žveplovega dioksida na dan. Onesnaženje v Mosulu je doseglo katastrofalno raven. Bel dim žveplovega dioksida se je v zraku videl več kot 48 ur, zaradi vdihavanja strupenih plinov pa je veliko ljudi iskalo zdravniško pomoč. Večino prizadetih ljudi so morali hospitalizirati, uničena pa je bila skoraj vsa vegetacija na prizadetem območju.